# Lentinellus cochleatus
Lentinellus cochleatus (Christian Hendrik Persoon, 1793 ex P.Karst., 1879), sin. Lentinus cochleatus (Christian Hendrik Persoon, 1793 ex Elias Magnus Fries, 1825), este o ciupercă comestibilă saprofită din încrengătura Basidiomycota, în familia Auriscalpiaceae și de genul Lentinellus, cunoscută în popor sub numele nicoreață, nicorețe, nișcoreți sau urechiuși de lemn. Acest soi destul de răspândit se găsește în România, Basarabia și Bucovina de Nord, crescând de la câmpie până în regiuni submontane, numai pe sol bogat și bazic, în tufe mari, adesea de zeci de exemplare, formând grupuri și șiruri, în păduri de foioase și mixte pe trunchiurile bătrâne, mai ales de fag, dar și de stejar, foarte rar chiar și în cele de conifere pe cioturi de molid. Începând în iulie, sezonul apariției se trage până în octombrie (noiembrie).

## Descriere
Descrierea unei ciuperci solitare:

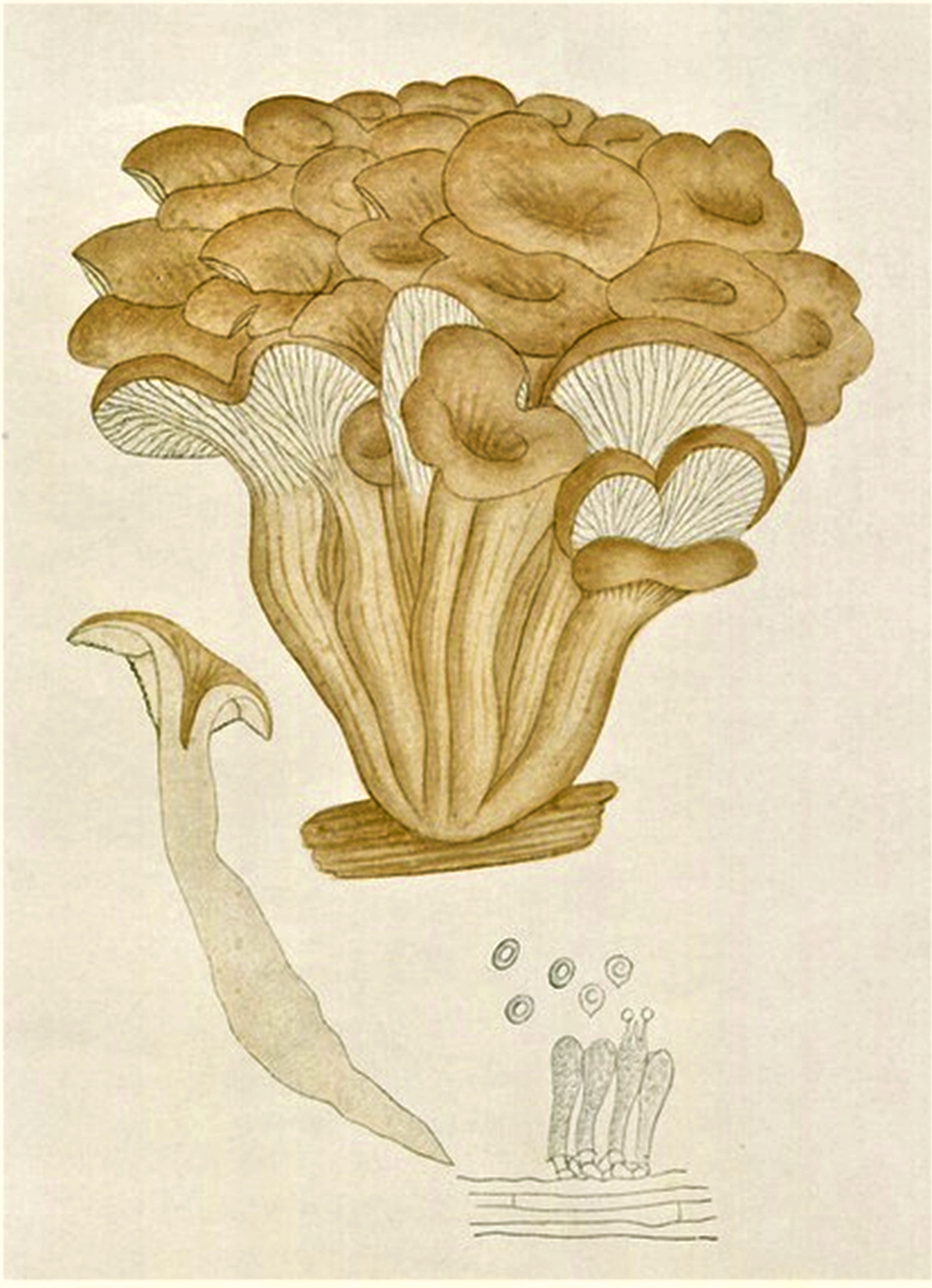
Bres.: Lentinus cochleatus

- Pălăria: are un diametru de 3-8 (10) cm, este destul de subțire, elastică, în formă de pâlnie, trompetă, lingură sau de scoică, adesea jumătățită, niciodată aplatizată, cu marginea pentru timp lung răsfrântă în jos, ondulată, lobată, câteodată fâlfâită și fisurată. Cuticula este netedă, fiind de colorit brun ocru, brun-portocaliu până brun-roșiatic, decolorându-se prin uscare gri-ocru deschis. Pălăriile sunt ocazional concrescute.
- Lamelele: sunt dese, subțiri, ușor bombate, înalte și inegale precum lung decurente la picior, la bătrânețe adesea ceva ondulate, cu muchii denticulate și cu rupturi. Coloritul este inițial albui, devenind cu vârsta rozaliu.
- Piciorul: are o înălțime de 3-7 cm și o lățime de 0,5-1 cm, fiind elastic și fibros, plin, brăzdat longitudinal, aproape mereu nu alipit central de pălărie ci lateral, adesea excentric și sucit. Coloritul este în partea superioară de culoarea pălăriei, spre baza subțiată gri-brun sau brun-roșiatic închis. Se dezvoltă dintr-un trunchiul principal comun. Pătrunde adânc în substrat.
- Carnea: devine cu avansarea în vârstă din ce în ce mai elastică, cartilaginoasă și apoasă. Culoarea tinde între albicios, palid maroniu și roșiatic, fiind spre bază mai închisă. Nu se decolorează după tăiere, Are un miros și gust plăcut de anason.[4][5]
- Caracteristici microscopice: are spori mici cu o mărime de numai 4-5 x 3,2-4 microni, rotunjori, cu membrane netede până fin verucoase, cu o picătură uleioasă în interior și hialini (translucizi). Pulberea lor este crem-albicioasă. Basidiile măsoară 20-25 x 5-5,5 microni.[6]
- Reacții chimice: nu sunt cunoscute.[7]

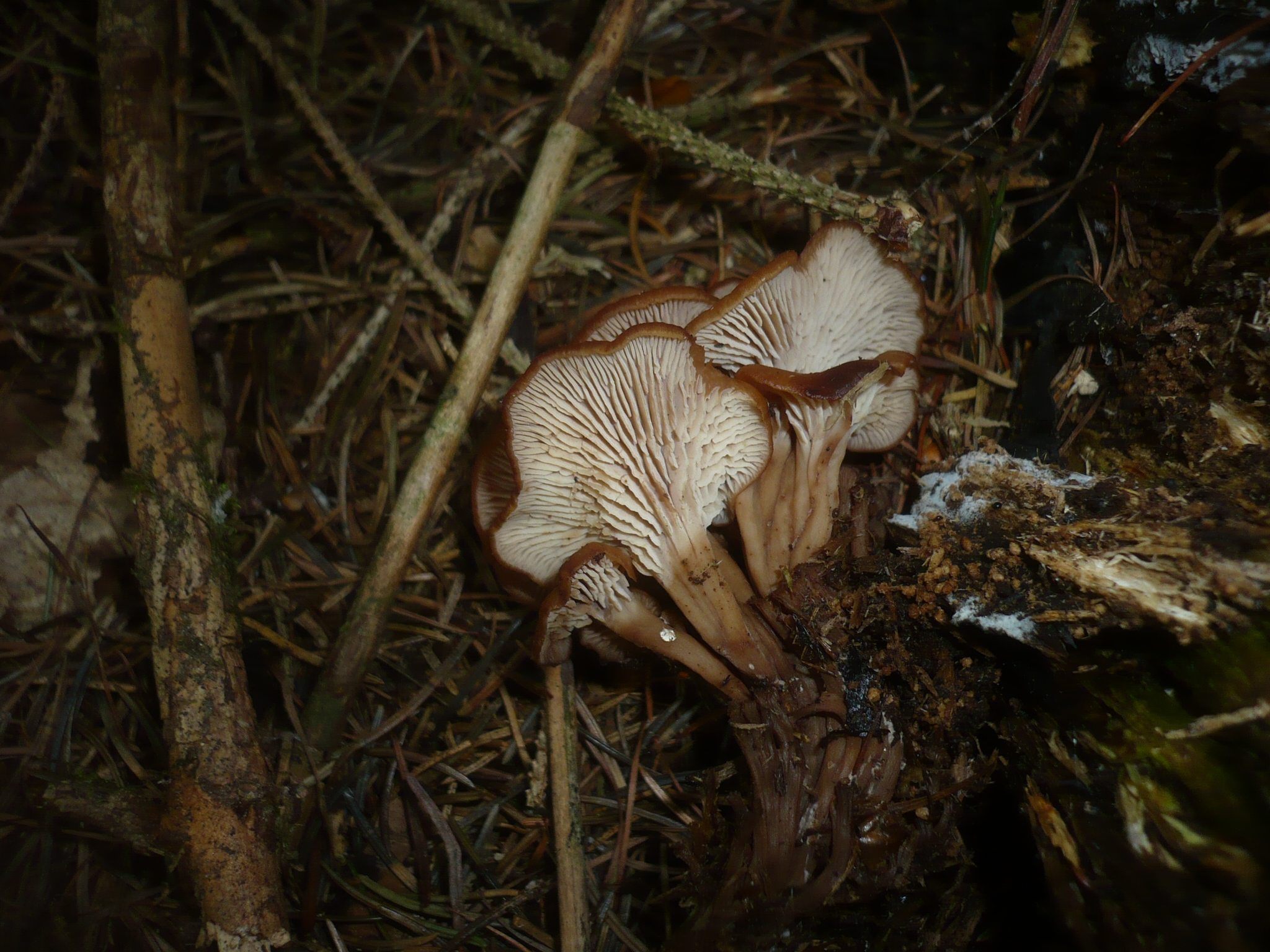
L. cochleatus, lamele și picior
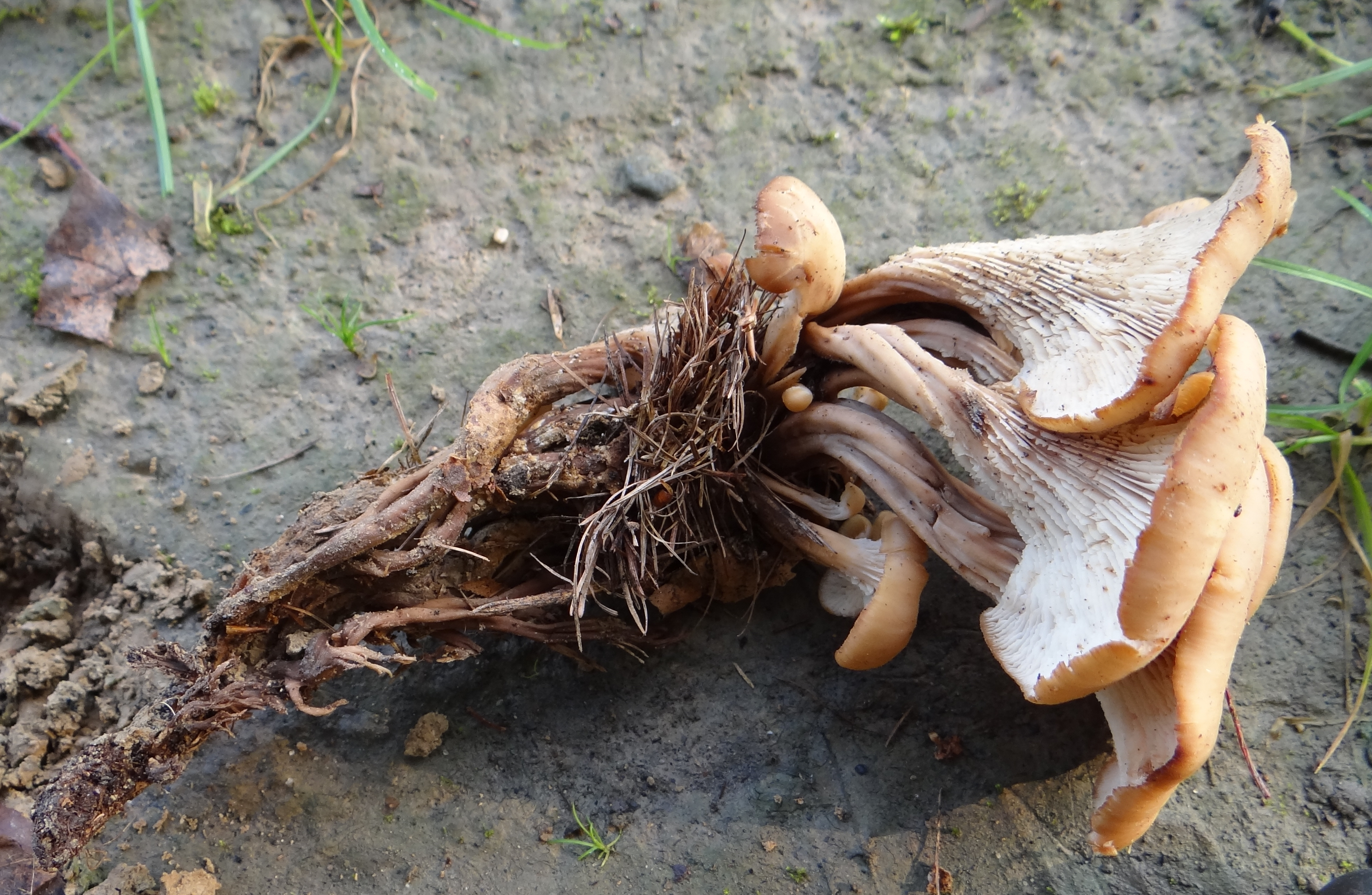
L. cochleatus, lamele și prelugirile piciorului
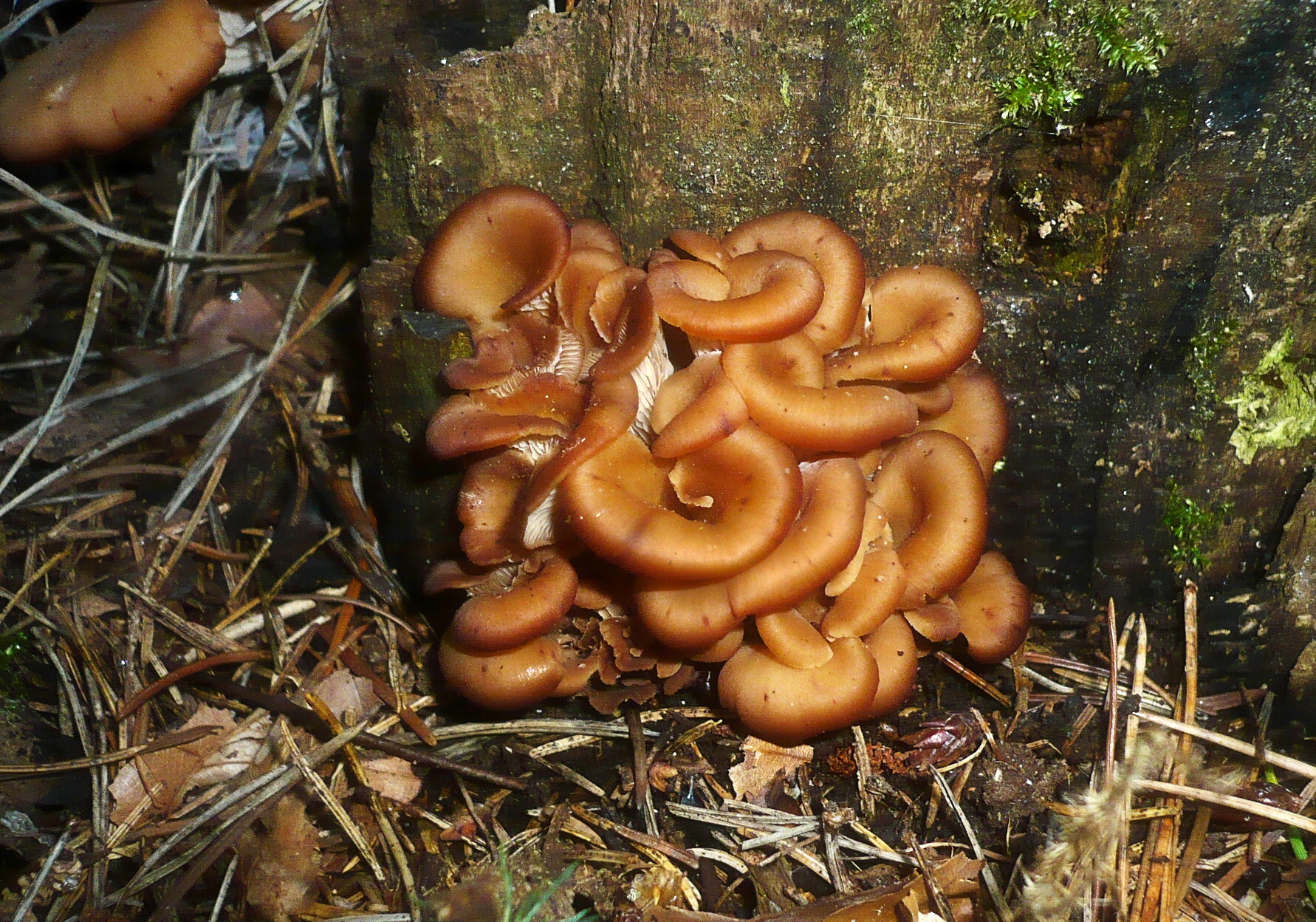
L. cochleatus tinere
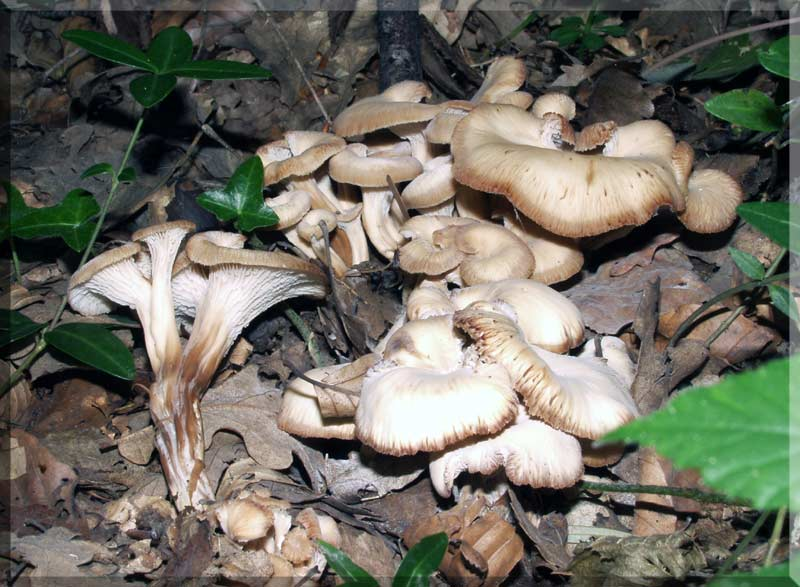
L. cochleatus mai bătrâne și uscate

## Confuzii
De fapt, buretele este numai greu de confundat, dar dacă nu se dă seama de cele două criterii care sunt dezvoltarea dintr-un trunchi comun și mirosul de anason, următoarele specii ar putea intra în discuție: Clitocybe odora ( comestibil, dar crud toxic, creste solitar, are și el miros de anason), Grifola frondosa (comestibil, are tuburi și pori, fără miros de anason), Neolentinus lepideus sin.Lentinus lepideus (de valoare foarte scăzută, carne repede tare fibroasă, miros între anason, balsam de Peru=ca de vanilină și fructe în stadiu de fermentare, nu se dezvoltă dintr-un trunchi comun), Panellus serotinus (comestibil, colorit adesea mai brun, devine amar cu vârsta, fără miros de anason), Panus conchatus (necomestibil, carne tare și pieloasă, fără miros de anason), Pleurotus cornucopiae (comestibil, foarte gustos, fără miros de anason), Pleurotus djamor (comestibil, colorit spre rozaliu, fără miros de anason), Pleurotus dryinus (necomestibil, colorit albicios, carne tare și fibroasă, fără miros de anason) sau Polyporus umbellatus (comestibil, are tuburi și pori, fără miros de anason).

## Specii asemănătoare în imagini

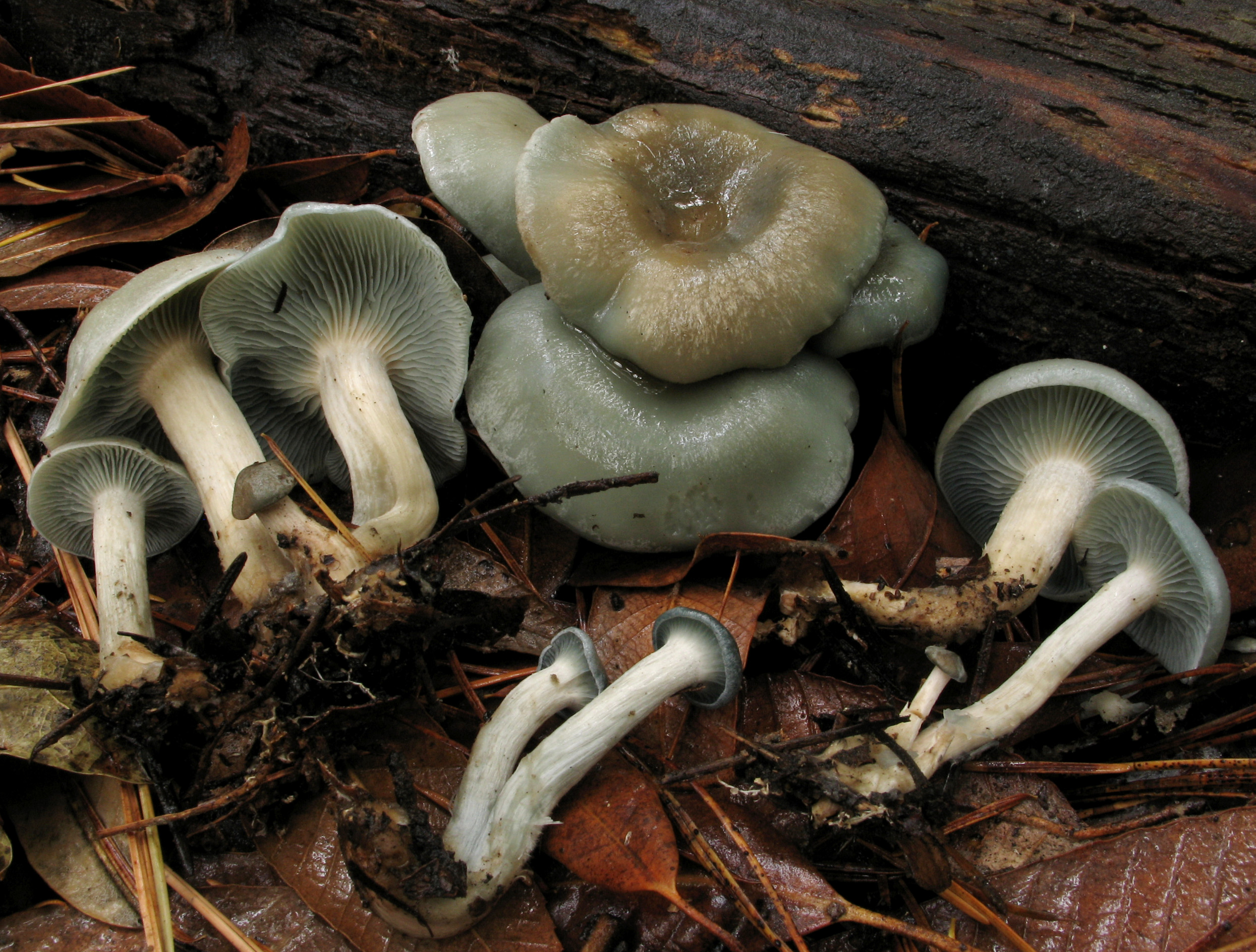
Clitocybe odora
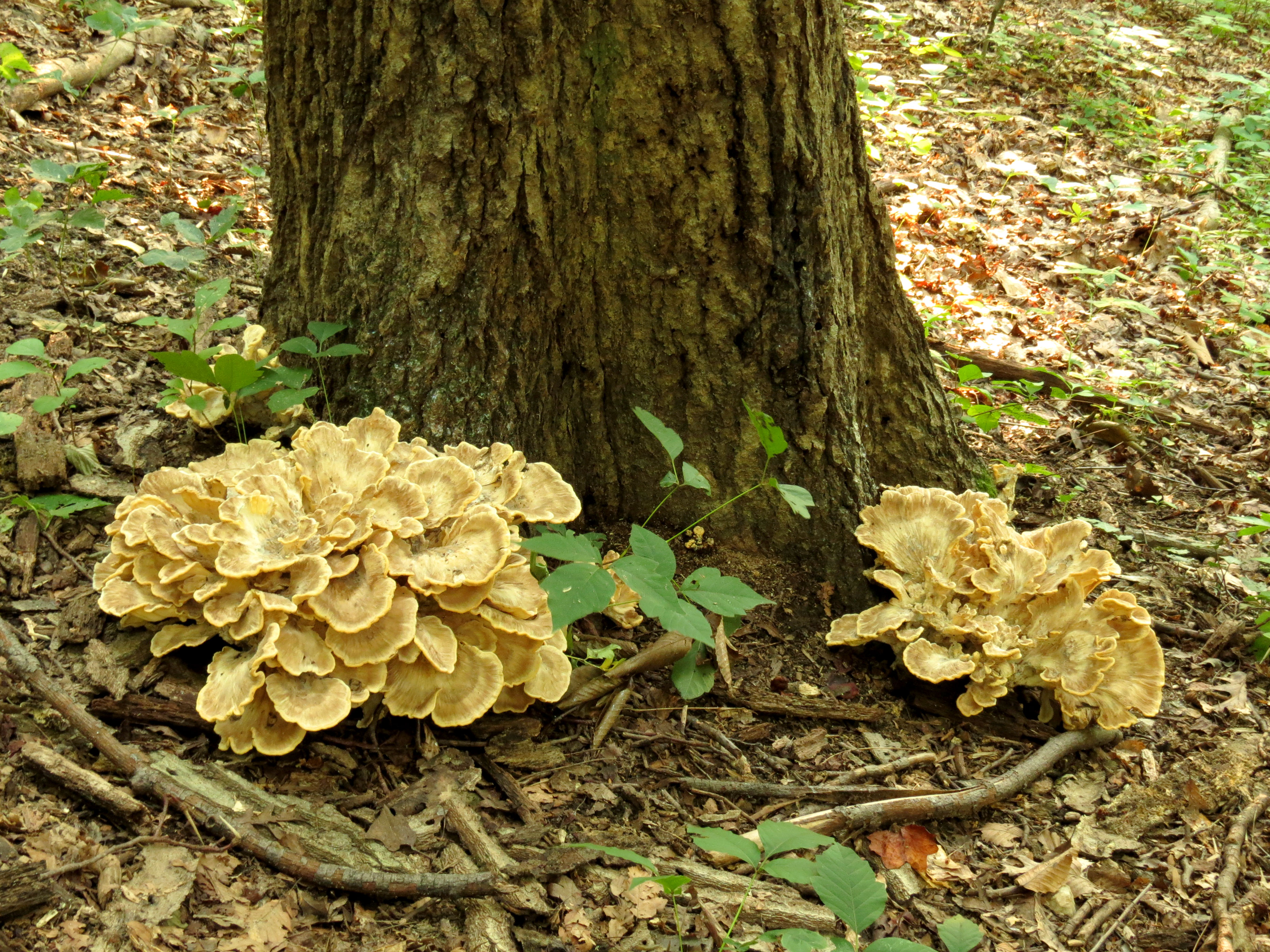
Grifola frondosa
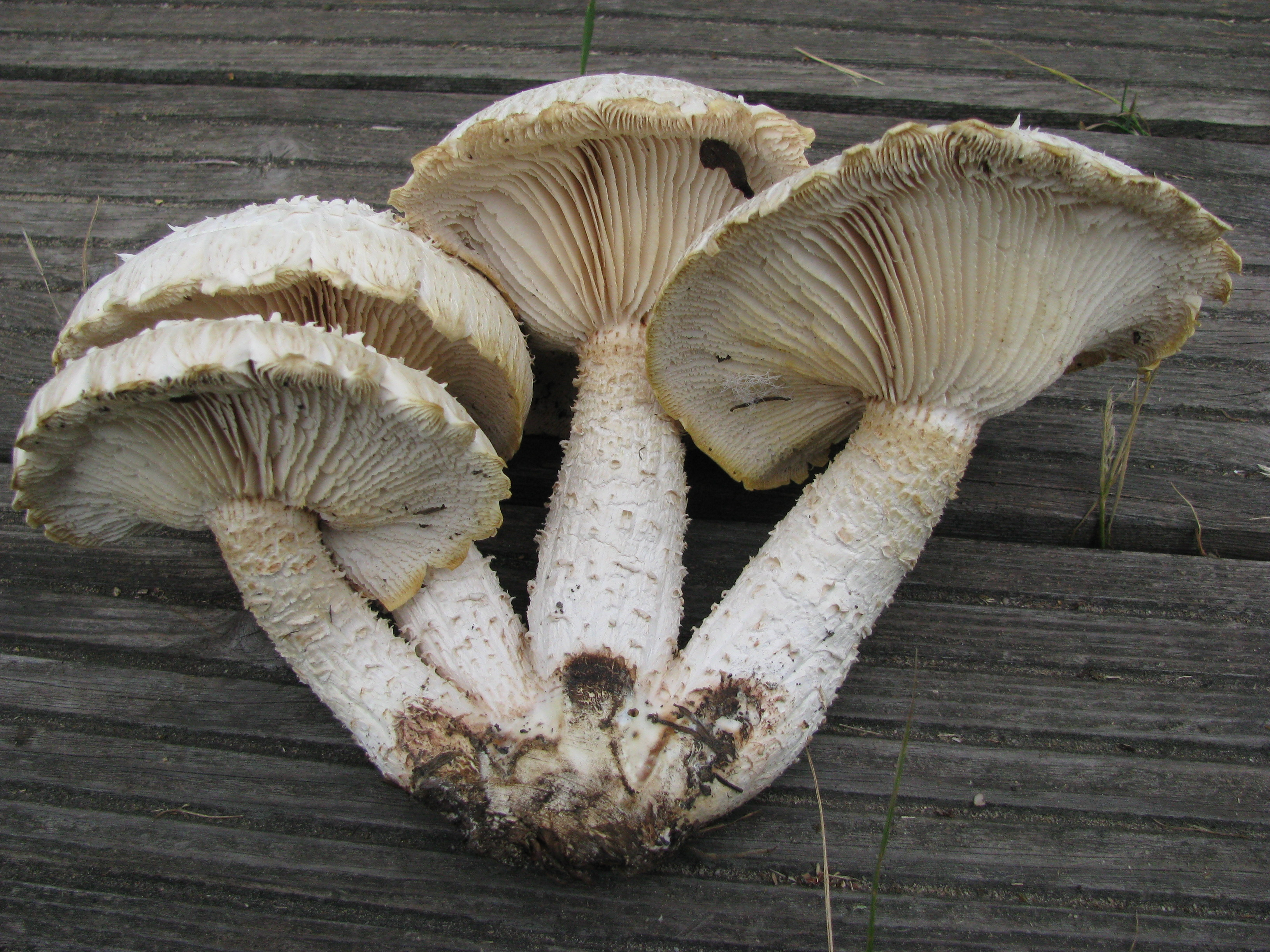
Neolentinus lepideus sin. Lentinus lepideus
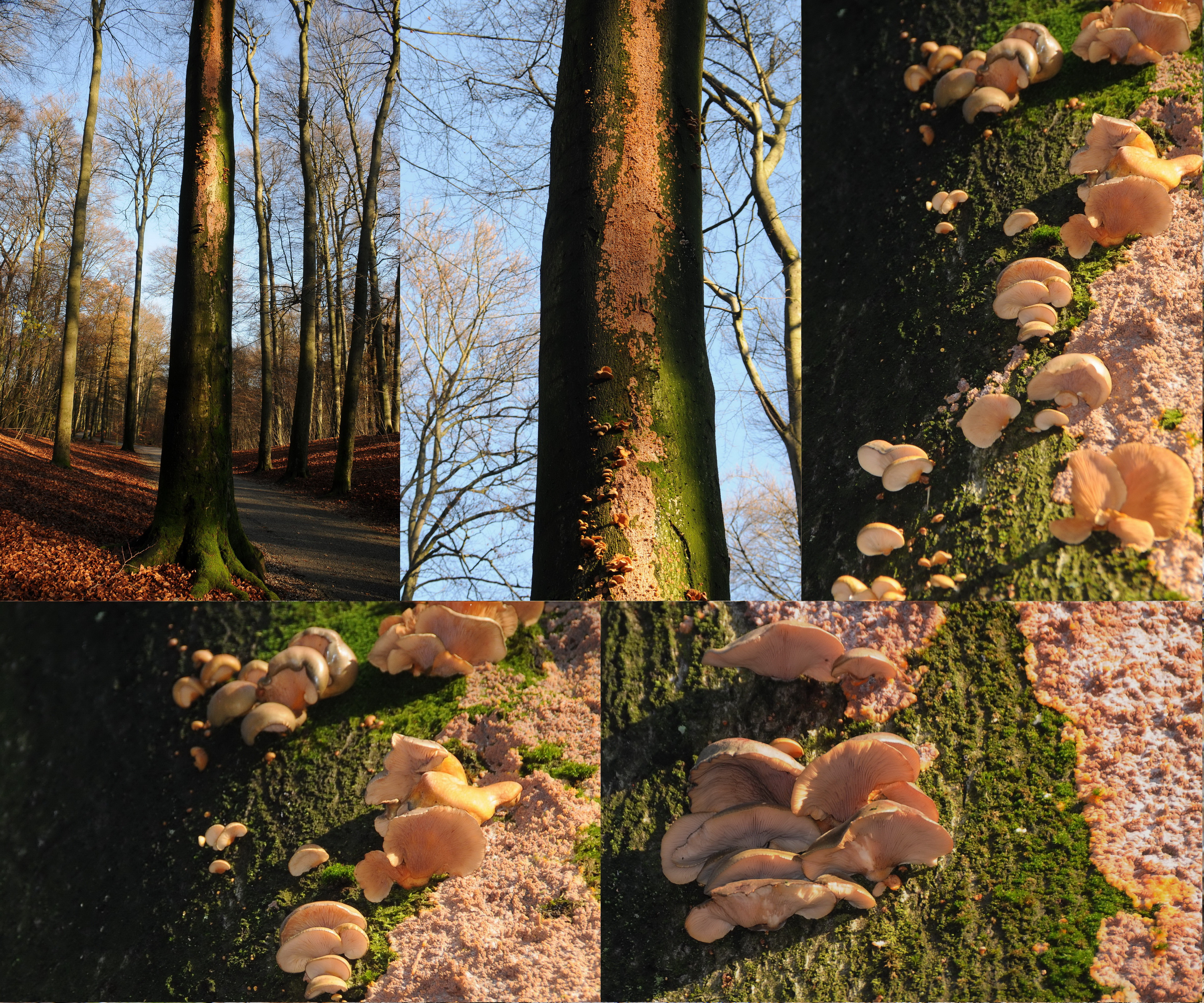
Panellus serotinus
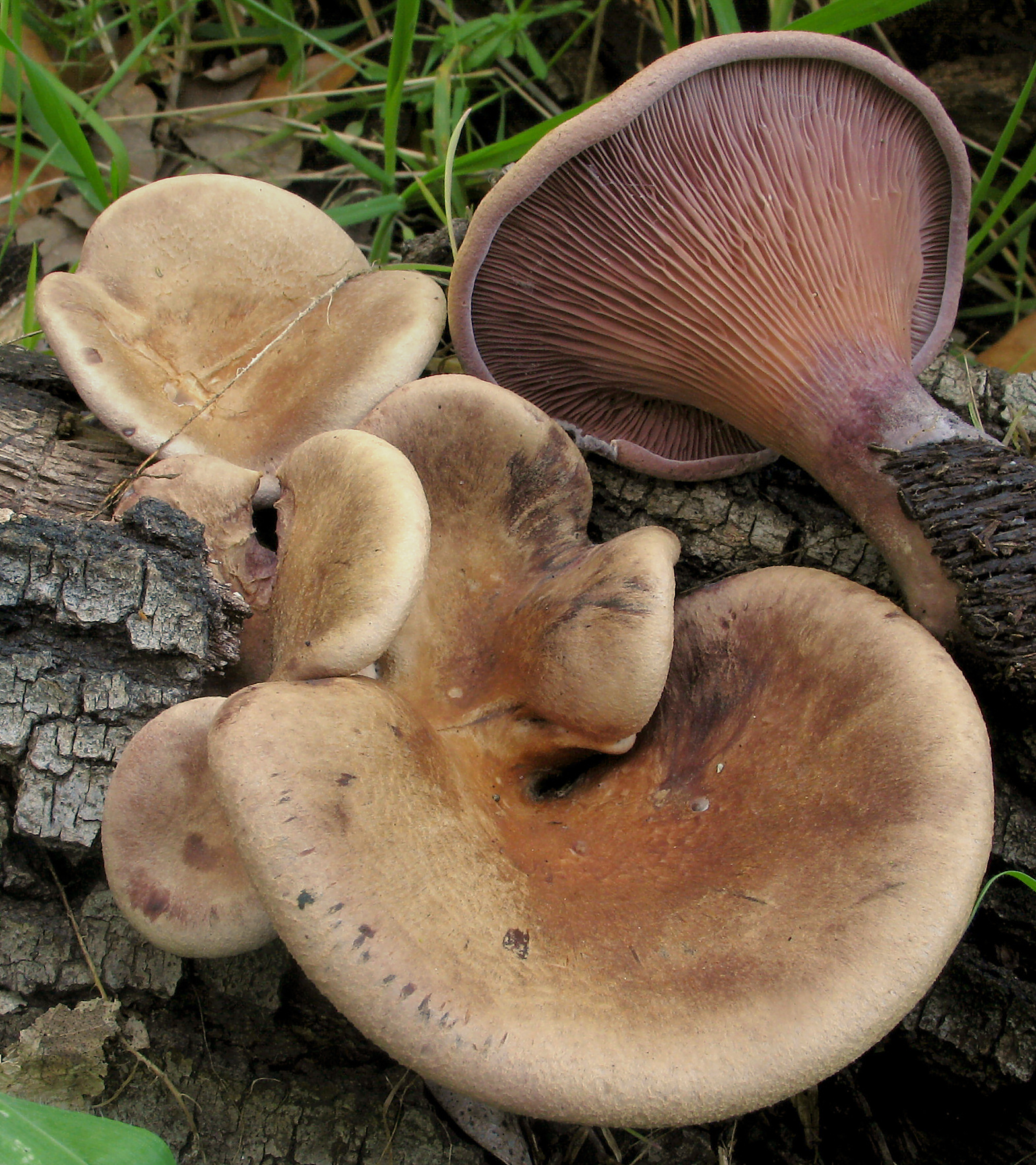
!Panus conchatus!
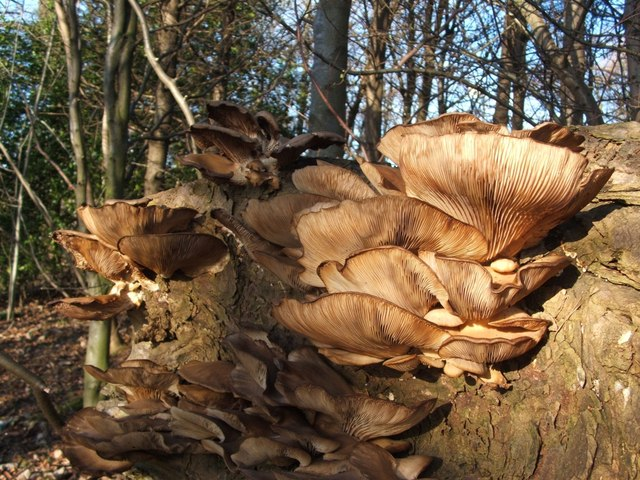
Pleurotus cornucopiae
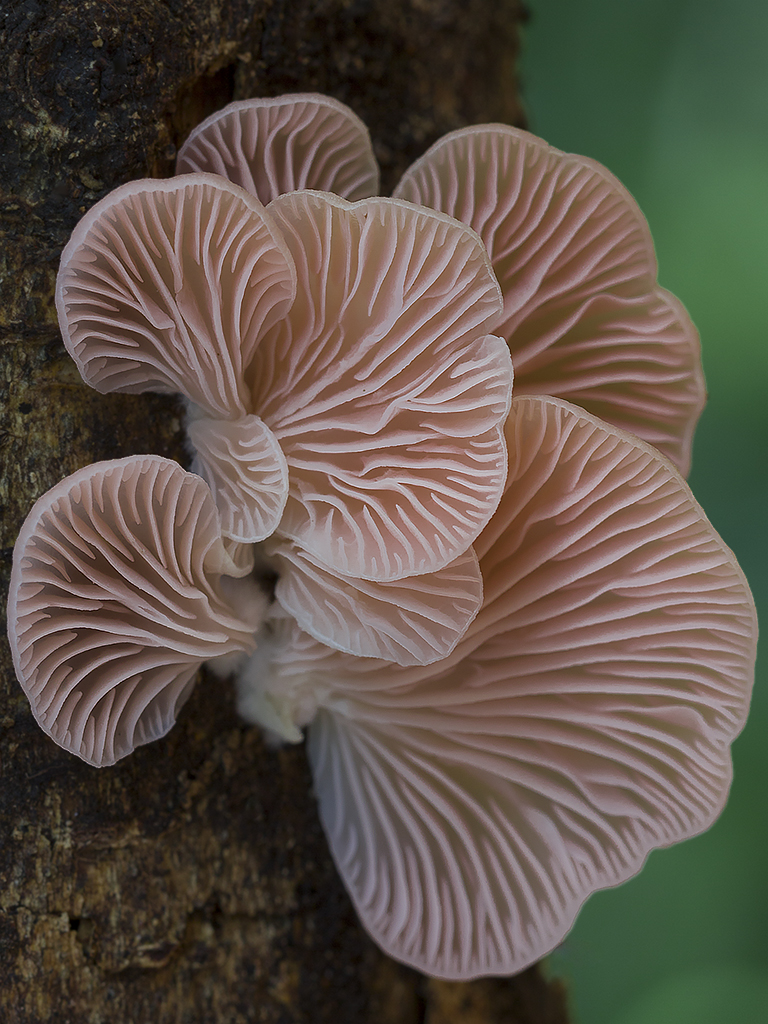
Pleurotus djamor
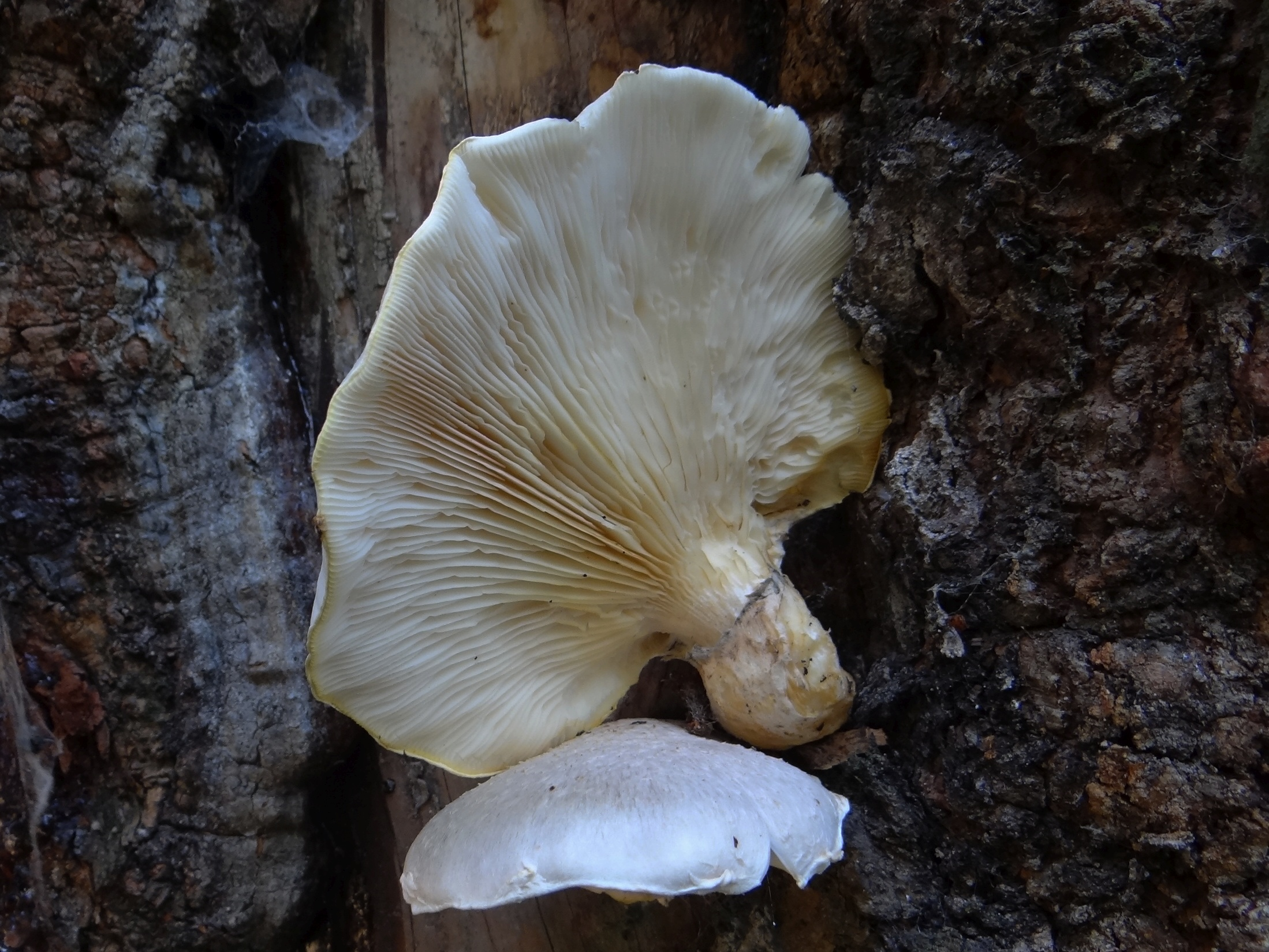
!Pleurotus dryinus!
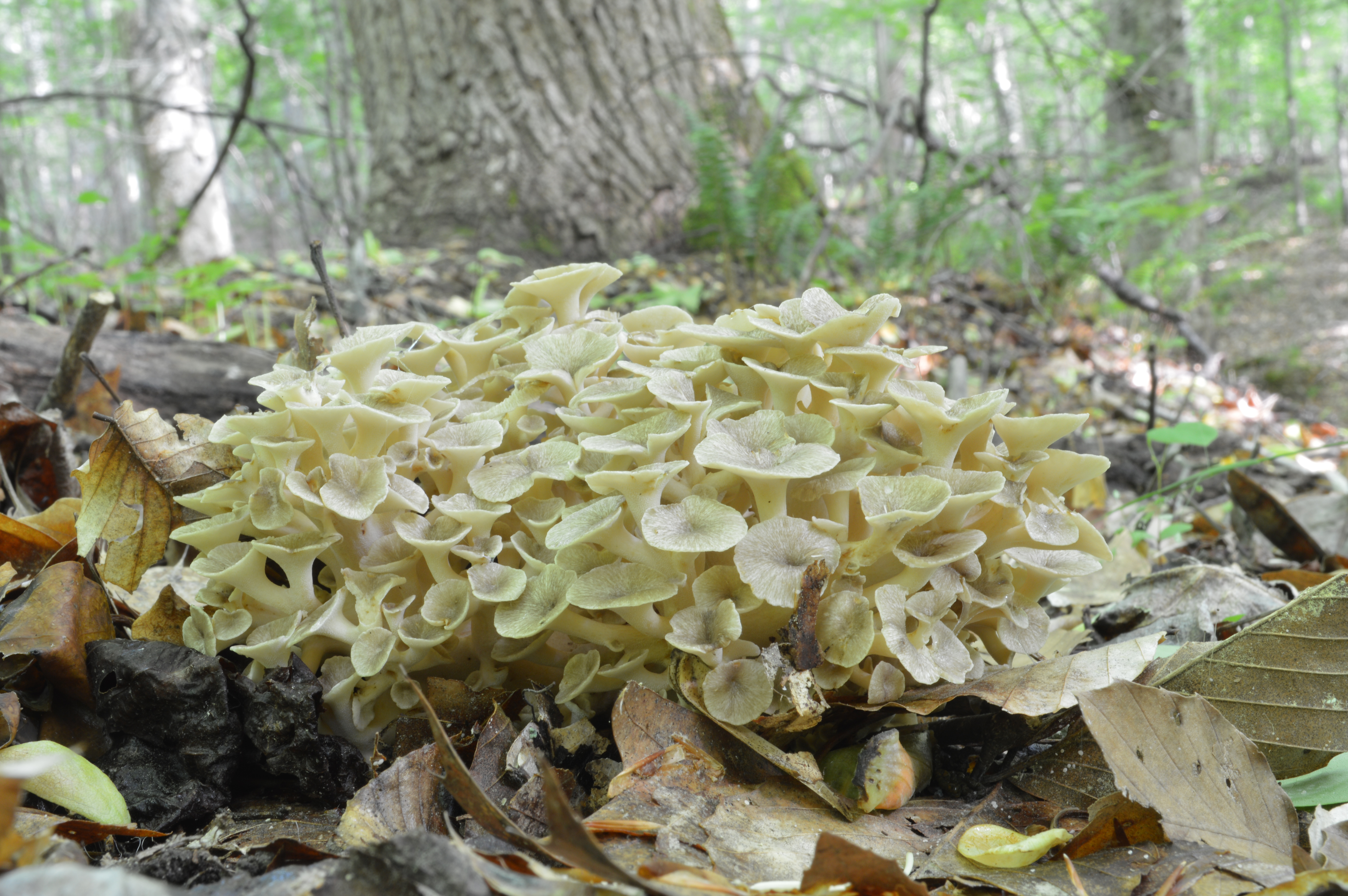
Polyporus umbellatus

## Valorificare
Nicorețele se prepară numai în stadiu tânăr. După ce au fost tăiate fin, se adaugă la o mâncare cu alte ciuperci. Atunci mirosul anasonul nu este intruziv, ci se transformă într-o componentă plăcută, dezvoltând caracteristicile unei ciuperci de condiment. Luce Höllthaler recomandă în cartea ei Pilzdelikatessen, între altele, adăugarea urechiușelor de lemn împreună cu, de exemplu, soiuri ale genului Ramaria la o piftie de ciuperci care ar trebui să conțină apă, usturoi, Mixed Pickles (un fel de murături), sare, piper, un pic oțet și zahăr precum gelatină.